# Telecable Benelux B.V.
Telecable Benelux B.V., Telescreen, är ett nederländskt TV-produktionsbolag, grundat 1983. Bolaget är främst känt för deras produktioner av animerade barnserier som Djurgården, Alfred Jeremias Kwak och I Mumindalen. Många av bolagets produktioner är i form av anime.

## Lista över produktioner
| År      | Titel                                         | Typ      |
| ------- | --------------------------------------------- | -------- |
| 1987–88 | Djurgården                                    | TV-serie |
| 1988–89 | Wowser (Cubitus)                              | TV-serie |
| 1989–90 | Star Street: The Adventures of the Star Kids  | TV-serie |
| 1989–90 | Alfred Jeremias Kwak                          | TV-serie |
| 1990–91 | I Mumindalen                                  | TV-serie |
| 1992    | Mumintrollet och hans vänner - kometen kommer | Film     |
| 1992    | Miffy – The Classics                          | TV-serie |
| 1994    | Bamboo Bears                                  | TV-serie |
| 1999    | Plonsters                                     | TV-serie |
| 2001    | Anton                                         | TV-serie |
| 2002    | The Paz Show                                  | TV-serie |
| 2003    | Lizzie McGuire                                | TV-serie |
| 2004–05 | H.C. Andersens äventyr                        | TV-serie |
| 2009    | Frog & Friends                                | TV-serie |